# Hermippus tenebrosus
Hermippus tenebrosus là một loài nhện trong họ Zodariidae.
Loài này thuộc chi Hermippus. Hermippus tenebrosus được Rudy Jocqué miêu tả năm 1986.